# Binnendüne bei Scharlibbe
Binnendüne bei Scharlibbe este o arie protejată (arie specială de conservare — SAC, sit de importanță comunitară — SCI) din Germania întinsă pe o suprafață de 44 ha, integral pe uscat.

## Localizare
Centrul sitului Binnendüne bei Scharlibbe este situat la coordonatele 52°41′10″N 12°05′16″E / 52.6861°N 12.0878°E.

## Înființare
Situl Binnendüne bei Scharlibbe a fost declarat sit de importanță comunitară în octombrie 2000 pentru a proteja un număr necunoscut de specii din flora spontană și fauna sălbatică aflate în arealul zonei. Situl a fost protejat și ca arie specială de conservare în decembrie 2018.

## Biodiversitate
Situată în ecoregiunea continentală, aria protejată conține 2 habitate naturale: Vegetație psamofilă uscată cu Calluna și Genista, Vegetație psamofilă uscată cu pășuni deschise de Corynephorus și Agrostis.
La baza desemnării sitului se află un număr nedeclarat de specii protejate:
Pe lângă speciile protejate, pe teritoriul sitului au mai fost identificate 1 specie de amfibieni, 2 specii de mamifere, 4 specii de nevertebrate, 1 specie de reptile.